# Ireland’s Call
Ireland’s Call (в переводе с англ. — «Зов Ирландии») — песня, используемая Ирландским регбийным союзом в качестве гимна сборной Ирландии перед международными матчами. Она также исполняется перед матчами ирландских сборных по другим видам спорта: хоккею на траве и регбилиг. Использование именно этой песни связано с тем, что национальные сборные по указанным видам спорта объединяют игроков как из независимой Республики Ирландия, так и из Северной Ирландии, являющейся частью Великобритании.

## Необходимость появления
До отделения Ирландского свободного государства от Соединённое королевство Великобритании и Ирландии на матчах сборной Ирландии исполнялся гимн «Боже, храни Короля/Королеву». После Англо-ирландского договора 1921 года было принято решение оставить регбийную сборную общей для игроков из двух стран. С 1926 года на матчах, проходивших в независимой части острова исполнялась «Песнь солдата», а во встречах на территории Северной Ирландии (где они проходили достаточно редко, в общей сложности 17 раз с 1921 по 1954 год) продолжали исполнять гимн Соединённого королевства.
Первое серьезное разногласие, связанное с исполнением гимна имело место перед матчем со сборной Шотландии 27 февраля 1954 года. Существует две версии развития событий. Согласно первой, в ночь перед встречей 11 республиканских игроков во главе с капитаном команды Джимом Маккарти отказались выходить на поле, если Ирландский регбийный союз не гарантирует им отказ от исполнения «Боже, храни Королеву!». Союз согласился, и была исполнена «The Salute». Согласно второй, несогласных было девять и всё-таки гимн Соединённого королевства сыграли, но республиканским регбистам пообещали, что больше такого не повторится. Этот матч стал последним для «зелёных» на территории Северной Ирландии в XX веке и до 1987 года проблема гимна отпала сама собой.
«Песнь солдата» исполнялась только на домашних матчах, выездные же ирландцы начинали без гимна. Однако в 1987 году перед первым чемпионатом мира, который должен был пройти в Новой Зеландии и Австралии, Международный совет регби обязал их выступать с гимном. Ирландским регбийным союзом была выбрана ирландская любовная баллада «The Rose of Tralee» («Роза Трали»), однако спортсменам она не понравилась, кроме того, не все регбисты и болельщики знали её слова. Эта неудача вновь напомнила регбийному союзу о необходимости создания отдельной песни, которую можно было бы исполнять перед матчами и которая устроила бы спортсменов из обеих частей острова.
Тревор Рингленд, винг Сборной Ирландии на чемпионате мира 1987:

Есть множество песен, слушая которые ты думаешь, что готов отдать свою жизнь, но «Rose of Tralee» — не одна из них. Может быть что-то было не так с громкоговорителями, но это была худшая запись, которую я когда-либо слышал.
Оригинальный текст (англ.)There are many songs for which you would think about laying down your life but ‘The Rose of Tralee’ is not one of them. Whether there was something wrong with the public address system I don’t know, but it was just about the worst recording I’d heard.

Нил Френсис, лок Сборной Ирландии на чемпионате мира 1987:

Это был худший компромисс всех времён [выбор «Rose of Tralee» в качестве гимна]. У нас было что-то вроде 30 секунд обсуждения, но решение приняли определённо не игроки. Запись была ужасной, просто отвратительной. Она играла перед всеми четырьмя матчами и в эти моменты я стоял абсолютно неподвижно. Я не знал ни мелодии ни слов и никогда раньше её не слышал. И никто из нас до этого её не слышал. Мы просто стояли с каменными лицами и ждали начала матча.
Оригинальный текст (англ.)It was the worst compromise of all time. I’d say we had 30 seconds of discussion about it but it certainly wasn’t the players who came up with it. It was a pretty crap version. It was embarrassingly bad. It was played before all four games and I just stood there totally unmoved each time. I didn’t know the song, I hadn’t ever heard it, I knew none of the words. None of us did. We just stood there in stony-faced silence and waited for the game to start.

## Написание и использование
Гимн был написан ирландским музыкантом и композитором Филом Колтером, который ранее сотрудничал с такими исполнителями как Bay City Rollers, Сэнди Шоу и Клиффом Ричардом. Кроме того, он был одним из соавторов официальной песни сборной Англии по футболу к чемпионату мира 1970 года «Back Home» («Обратно домой»). По словам автора, он сделал её именно такой потому что ему нравится, когда люди из разных частей Ирландии поют вместе каждый со своим акцентом. Песня была впервые исполнена в апреле 1995 года на Late Late Show и The Gerry Kelly Show.
С тех пор на матчах, проводимых на территории Республики, поются оба гимна, «Песнь солдата» и «Зов Ирландии». Во всех остальных случаях исполняется только «Зов Ирландии». Наиболее яркий момент исполнения гимнов произошёл в матче Кубка шести наций 2007 против сборной Англии на «Кроук Парк». До этого владелец стадиона, Гэльская атлетическая ассоциация (ГАА), запрещал проводить на своих стадионах матчи по футболу, регби и крикету, но из-за сноса «Лэнсдаун Роуд» было сделано исключение. Перед встречей были исполнены три гимна — «Песнь солдата», «Боже, храни Королеву!» и «Зов Ирландии». По словам очевидцев, болельщики, многие из которых не смогли сдержать слёз, спели все три.
В 2000 году мужская и женская сборные по хоккею на траве, игроки которых традиционно исполняли перед матчами другую патриотическую песню, «Londonderry Air», также начали использовать «Ireland’s Call». После победы ирландских крикетистов против одной из сильнейших сборных в этом виде спорта, командой Пакистана, на чемпионате мира 2007, гимн стал победной песней и этой сборной. Кроме того, именно «Зов Ирландии» исполняется сборной Ирландии по регбилиг, а также ирландской гоночной командой в ныне прекратившем существовании А1 Гран-при.
В 2011 году песня в исполнении Брайана Кеннеди и Пола Байрона вошла в альбом «World in Union: The Rugby World Cup 2011», приуроченный к чемпионату мира по регби в Новой Зеландии.
12 ноября 2020 года прогремел скандал: во время трансляции телеканалом ITV матча футбольных сборных Англии и Ирландии в момент демонстрации субтитров государственного гимна Ирландии «Soldier's Song» появились субтитры к «Ireland's Call». Недоумение в соцсетях выразили, прежде всего, ирландские футбольные болельщики.

## Текст
| Оригинал | Перевод на русский язык |
| --- | --- |
| Come the day and come the hour, Come the power and the glory! We have come to answer our country's call, From the four proud provinces of Ireland Chorus: Ireland, Ireland, Together standing tall! Shoulder to shoulder, We'll answer Ireland's call! From the mighty Glens of Antrim, From the rugged hills of Galway! From the walls of Limerick, and Dublin Bay, From the four proud provinces of Ireland! (chorus) Hearts of steel and heads unbowing, Vowing never to be broken! We will fight, until we can fight no more, From the four proud provinces of Ireland! (chorus) | Придёт день и придёт час, Придёт мощь и слава! Мы ответили на зов нашей страны, Четырёх гордых провинций Ирландии Припев: Ирландия, Ирландия, Вместе мы сильны! Плечом к плечу, Мы ответим на Зов Ирландии! С мощных холмов Антрима, С прочных холмов Голуэя! Со стен Лимерика, и бухты Дублина, Четырёх благородных провинций Ирландии! (припев) Сердца из стали и несгибаемые главы, Клянёмся никогда не быть сломленными! Будем бороться пока не сможем биться более, За четыре благородные провинции Ирландии! (припев) |